# Heyersdorf
Heyersdorf ist eine Gemeinde im thüringischen Landkreis Altenburger Land. Gemessen an der Einwohnerzahl ist sie die kleinste Gemeinde des Landkreises. Heyersdorf ist zusammen mit Ponitz beauftragende Gemeinde für Gößnitz, das heißt, dass einige Verwaltungsaufgaben im Gößnitzer Rathaus erledigt werden. Bis 1952 gehörte der Ort zu Sachsen. 

## Geographie

### Geographische Lage
Heyersdorf befindet sich nördlich der Bundesautobahn 4 und nordwestlich der Stadt Crimmitschau am Übergang des Zeitzer-Schmöllner-Lösshügellandes in die Vorgebirgslagen zum Thüringer Schiefergebirge und Erzgebirge. Im Südosten befindet sich die thüringisch-sächsische Landesgrenze. Die nächsten Städte sind neben Crimmitschau (3 km südöstlich) Schmölln (3 km nördlich), Gößnitz (5 km nordöstlich) und Meerane (5 km östlich).

### Nachbargemeinden
Angrenzende Gemeinden sind Ponitz, die Stadt Schmölln und Thonhausen im Landkreis Altenburger Land sowie die Stadt Crimmitschau im sächsischen Landkreis Zwickau.

## Geschichte

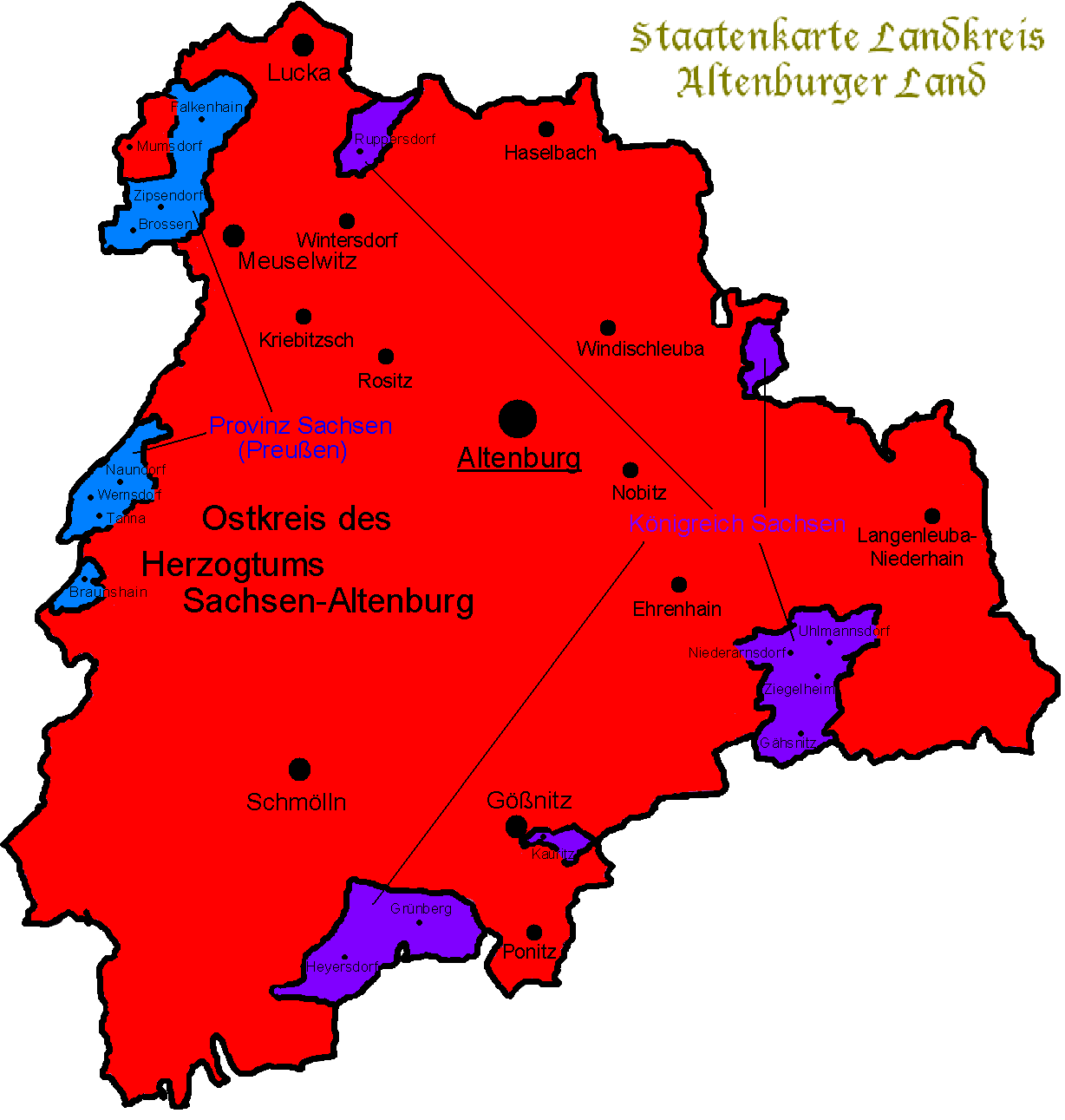
Staatenkarte Landkreis Altenburger Land

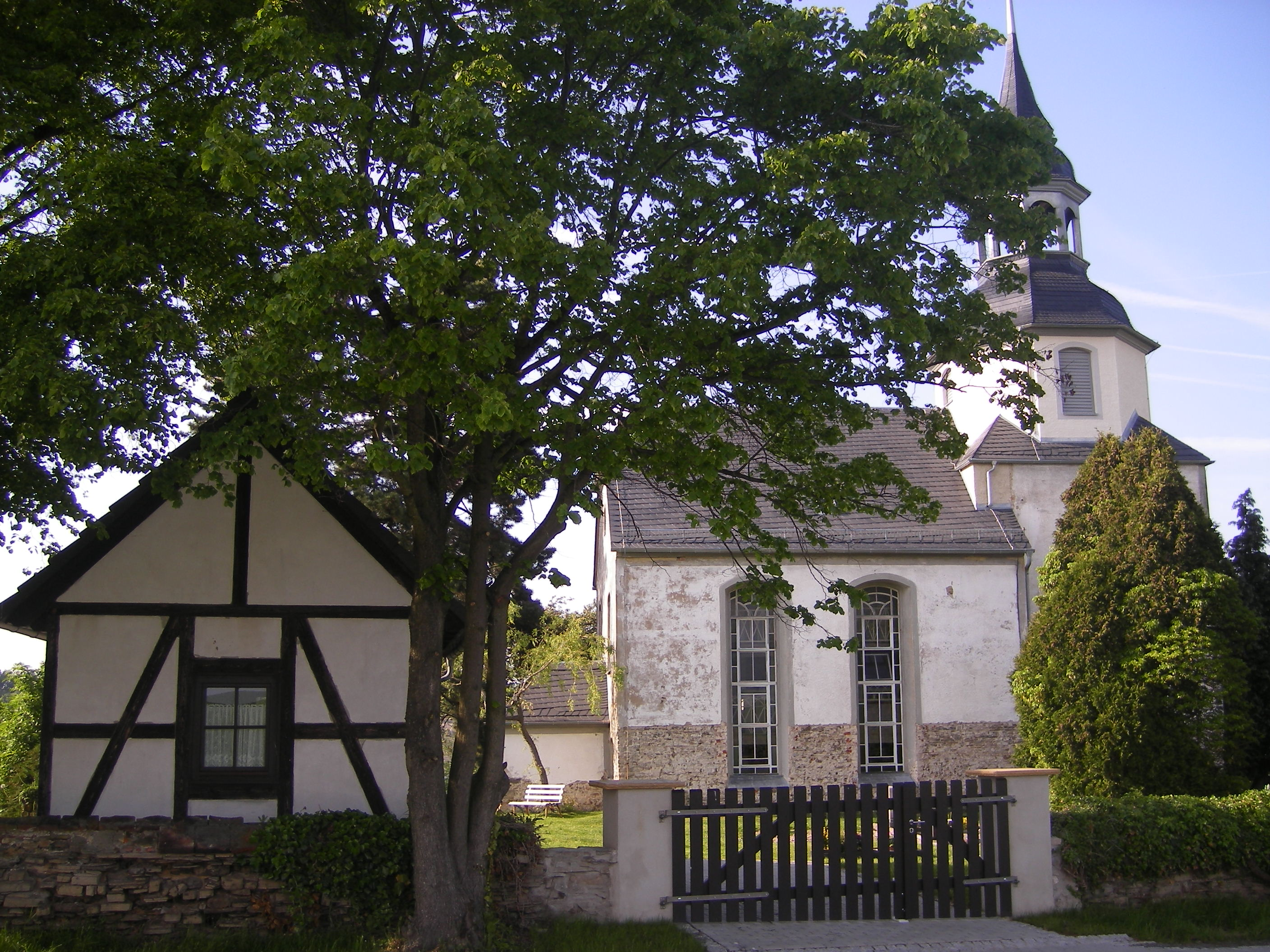
Kirche von Heyersdorf

Heyersdorf wird 1296 erstmals in der sächsischen Kirchengalerie erwähnt. Die ältesten erhaltenen Teile der Kirche, die Grundmauern des Kirchenschiffes, stammen aus dem 13. Jahrhundert. Der Turm ist jünger. Bis 2012 vermutete man, dass der Turm der älteste Teil der Kirche sei; archäologische Grabungen widerlegten das allerdings. Der Turm wurde 1740 teilweise abgerissen. Im Jahre 1805 erhielten das Kirchendach und der Turm eine umfassende Reparatur, wobei Letzterer eine vergoldete Spitze bekam. Einen weiteren Umbau erfuhr das Kirchenschiff 1833, als es nach oben erweitert wurde und den jetzigen Westeingang erhielt. Im Jahre 1858 wurde von Christoph Opitz eine Orgel eingebaut, die sich heute noch im Originalzustand befindet.
Das Schulgebäude wurde 1890 errichtet. Durch den Charakter eines Straßendorfes begünstigt, wurde im Jahre 1865 eine befahrbare Straße durch den Ort gebaut. In den Jahren 1936 und 1937 wurde die Autobahn gebaut; dafür mussten Anlieger eine Fläche von 10,56 Hektar auf einer Länge von 1,775 km abgeben. 
Heyersdorf ist einer der wenigen Orte des heutigen Landkreises Altenburger Land, der historisch nicht zu Sachsen-Altenburg gehörte. Gemeinsam mit seinen Nachbarorten Ober- und Niedergrünberg bildete Heyersdorf bis 1856 den Nordzipfel des kursächsischen bzw. königlich-sächsischen Amts Zwickau, der in das Altenburger Land hinein ragte. Die Grundherrschaft über den Ort lag bis ins 19. Jahrhundert beim Rittergut Frankenhausen. 1856 wurde Heyersdorf dem Gerichtsamt Crimmitschau und 1875 der Amtshauptmannschaft Zwickau angegliedert. Im Jahr 1928 erfolgten ein Gebietsaustausch und eine Grenzbereinigung zwischen dem Freistaat Sachsen und dem Land Thüringen. Dabei wurden Teile der Ortsflur von Heyersdorf an das Land Thüringen abgegeben.
Mit der Zweiten Kreisreform in der DDR wurde die Gemeinde Heyersdorf wie die Nachbargemeinde Grünberg im Jahr 1952 dem Kreis Schmölln im Bezirk Leipzig zugeordnet. Mit der Wiedereinführung der Länder auf dem Gebiet der ehemaligen DDR kam Heyersdorf im Jahr 1990 mit dem Landkreis Schmölln erstmals in seiner Geschichte zu Thüringen. Kirchlich gehört Heyersdorf jedoch bis heute zur Evangelisch-Lutherischen Landeskirche Sachsens. Seit 1994 liegt der Ort im Landkreis Altenburger Land. Von 1994 bis 1995 war Heyersdorf Teil der Verwaltungsgemeinschaft Oberes Pleißental. Mit Auflösung dieser am 20. April 1995 wurde die Stadt Gößnitz erfüllende Gemeinde für Heyersdorf und die weitere Mitgliedsgemeinde Ponitz.

### Einwohnerentwicklung
Lebten 1896 in Heyersdorf noch 323 Einwohner, so sank die Bevölkerungszahl bis 1933 bereits auf 280 und bis 1939 auf 251.
Entwicklung der Einwohnerzahl (Stand jeweils 31. Dezember):
| - 1994: 184 - 1995: 183 - 1996: 184 - 1997: 177 - 1998: 166 - 1999: 166 | - 2000: 159 - 2001: 153 - 2002: 157 - 2003: 150 - 2004: 151 - 2005: 153 | - 2006: 144 - 2007: 144 - 2008: 145 - 2009: 147 - 2010: 154 - 2011: 138 | - 2012: 136 - 2013: 135 - 2014: 132 - 2015: 126 - 2016: 124 - 2017: 123 | - 2018: 123 - 2019: 120 - 2020: 114 - 2021: 107 - 2022: 105 - 2023: 108 |

 Datenquelle: Thüringer Landesamt für Statistik

## Politik

### Gemeinderat

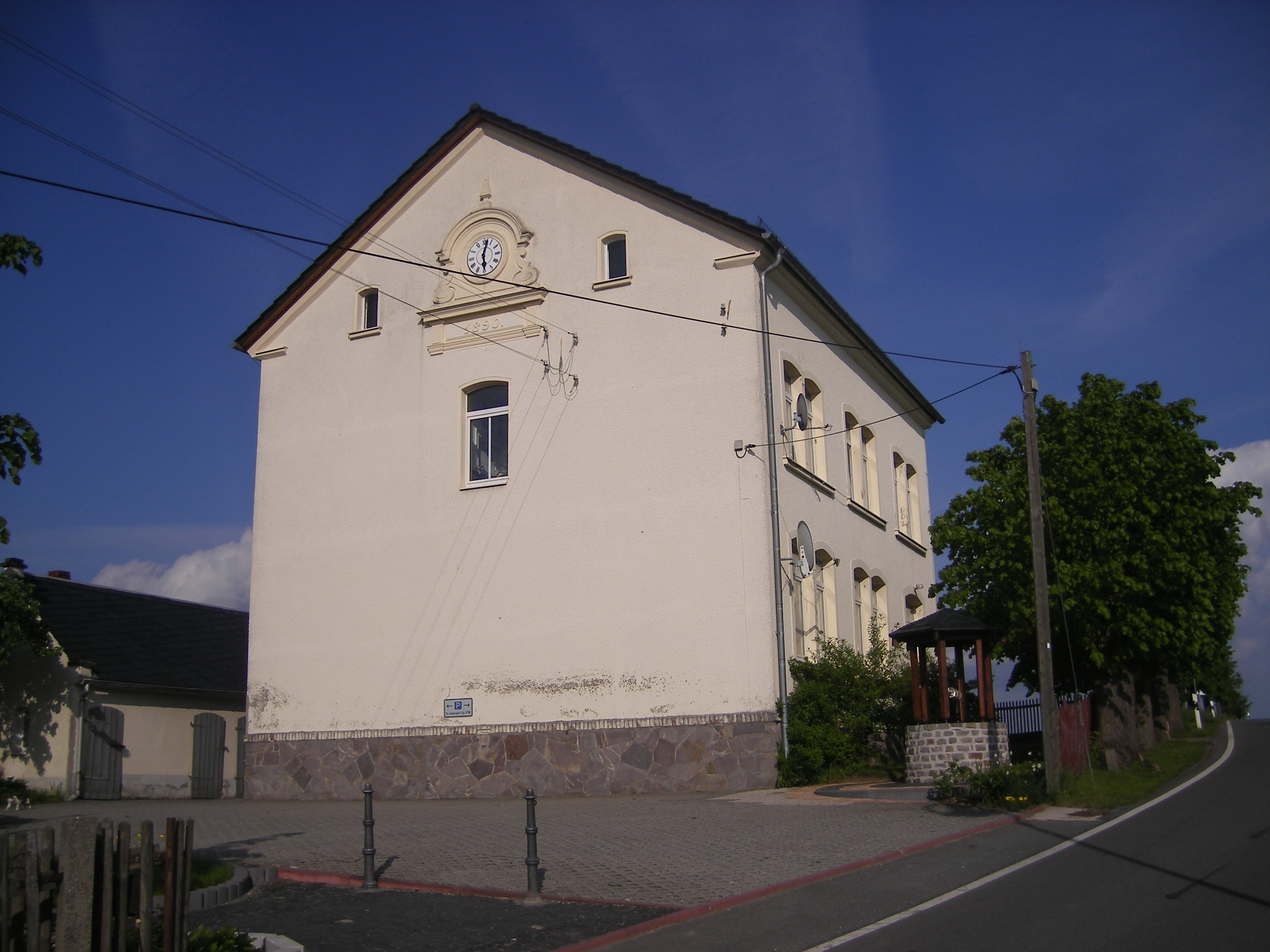
Gemeindeverwaltung von Heyersdorf

Die Zusammensetzung des aus sechs Mitgliedern bestehenden Gemeinderats wurde bei der Kommunalwahl vom 25. Mai 2014 in einer Mehrheitswahl gewählt.
Die Wahlbeteiligung lag bei 72,1 %.

### Bürgermeister
Helga Leithold gewann die Bürgermeisterwahlen 1994 (94,3 %), 1999 (94,5 %), 2004 (92,4 %) und 2010 (43,1 %). Zur Wahl am 19. April 2015 stellte sie sich endgültig nicht mehr auf. Vorab äußerte sich Wilfried Koch, er würde das Amt begleiten, stellte sich jedoch nicht offiziell auf. Von 77 Wählern (Wahlbeteiligung 68,8 %) schrieben ihrerseits 61 (81,3 %) seinen Namen auf den leeren Wahlzettel, so dass er das Amt nun seit 1. Mai 2015 begleitet.

### Partnergemeinden
Offizielle Partnergemeinde ist die württembergische Stadt Neuenbürg im Partnerkreis des Altenburger Landes, dem Enzkreis, aufgrund des gemeinschaftlichen Auftretens mit der Stadt Gößnitz. Des Weiteren besteht seit 1993 eine freundschaftliche Beziehung zu Kieselbronn, ebenfalls im Enzkreis. Das Gleiche besteht zu der französischen Gemeinde Bernin seit 1995.

## Kultur und Sehenswürdigkeiten
- siehe auch: Liste der Kulturdenkmale in Heyersdorf

## Wirtschaft und Infrastruktur
Heyersdorf befindet sich direkt an der Bundesautobahn 4 (Anschlussstelle 61 Schmölln) und besitzt ein Gewerbegebiet. Die Gemeinde liegt im Mitteldeutschen Verkehrsverbund und ist über die an Werktagen außer an Samstagen verkehrende Buslinie 354 Thonhausen–Heyersdorf–Crimmitschau/Gößnitz–Schmölln erreichbar. Die nächsten Bahnstationen befinden sich in Ponitz und Crimmitschau an der Bahnstrecke Leipzig–Hof sowie in Schmölln an der Bahnstrecke Gößnitz–Gera.

### Wasserver- und Abwasserentsorgung
Die Aufgaben der Wasserver- und Abwasserentsorgung hat die Gemeinde dem Zweckverband Wasserver- und Abwasserentsorgung Altenburger Land übertragen.